# France aux Jeux olympiques d'été de 1924
L'équipe de France olympique participe aux Jeux olympiques d'été de 1924 à Paris. Elle y remporte trente-huit médailles : treize en or, quinze en argent et dix en bronze, se situant à la troisième place des nations au tableau des médailles. L'athlète et joueur de rugby Géo André est le porte-drapeau d'une délégation française comptant 318 sportifs (299 hommes et 19 femmes).

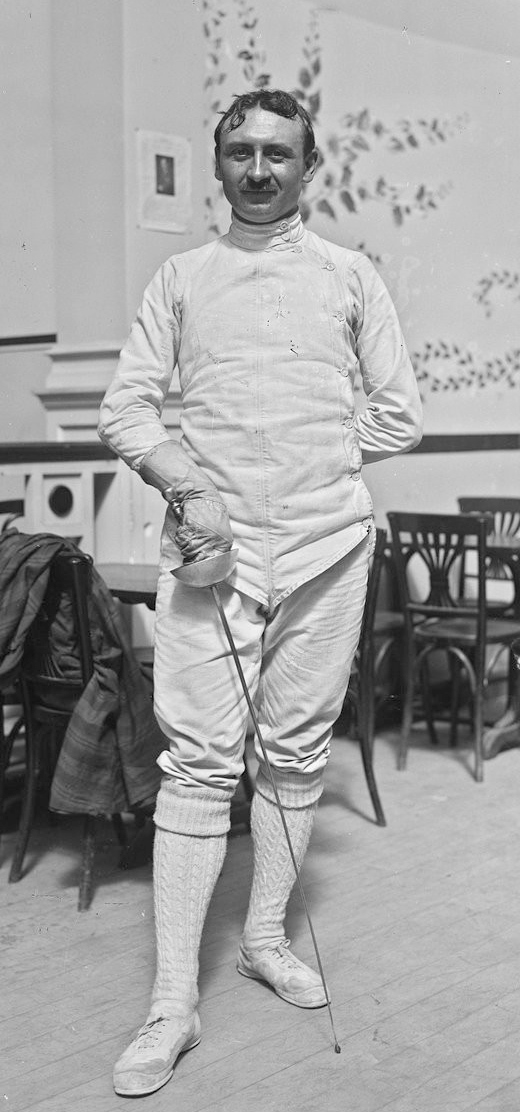
Émile Cornereau termine au pied du podium, à l'épée (photo de 1922).

## Bilan général
| Place | Sport         | Médaille d'or, Jeux olympiques | Médaille d'argent, Jeux olympiques | Médaille de bronze, Jeux olympiques | Total |
| 1     | Cyclisme      | 4                              | 0                                  | 2                                   | 6     |
| 2     | Escrime       | 3                              | 3                                  | 0                                   | 6     |
| 3     | Haltérophilie | 2                              | 0                                  | 0                                   | 2     |
| 4     | Gymnastique   | 1                              | 4                                  | 1                                   | 6     |
| 5     | Tir           | 1                              | 1                                  | 0                                   | 2     |
| 6     | Lutte         | 1                              | 0                                  | 0                                   | 1     |
| 6     | Water-polo    | 1                              | 0                                  | 0                                   | 1     |
| 8     | Tennis        | 0                              | 3                                  | 1                                   | 4     |
| 9     | Aviron        | 0                              | 3                                  | 0                                   | 3     |
| 10    | Rugby à XV    | 0                              | 1                                  | 0                                   | 1     |
| 11    | Athlétisme    | 0                              | 0                                  | 3                                   | 3     |
| 12    | Boxe          | 0                              | 0                                  | 1                                   | 1     |
| 13    | Equitation    | 0                              | 0                                  | 1                                   | 1     |
| 13    | Voile         | 0                              | 0                                  | 1                                   | 1     |
| Total | Total         | 13                             | 15                                 | 10                                  | 38    |

## Liste des médaillés français

### Médailles d'or
| Sport               | Discipline                | Sportifs | Performance |
| Médailles d'or : 13 |                           | |             |
| Cyclisme sur piste  | Vitesse                   | Lucien Michard |             |
| Cyclisme sur piste  | Tandem                    | Jean Cugnot Lucien Choury                                                                                            |             |
| Cyclisme            | Route                     | Armand Blanchonnet                                                                                                   |             |
| Cyclisme            | Route par équipes         | Armand Blanchonnet René Hamel Georges Wambst                                                                         |             |
| Escrime             | Fleuret (H)               | Roger Ducret |             |
| Escrime             | Fleuret par équipes (H)   | Philippe Cattiau Jacques Coutrot Guy de Luget Roger Ducret Lucien Gaudin Henri Jobier André Labatut Joseph Péroteaux |             |
| Escrime             | Épée par équipes (H)      | Georges Buchard Roger Ducret Lucien Gaudin André Labatut Lionel Liottel Alexandre Lippmann Georges Tainturier        |             |
| Gymnastique         | Saut de cheval en travers | Albert Séguin |             |
| Haltérophilie       | 67,5 kg                   | Edmond Decottignies                                                                                                  |             |
| Haltérophilie       | 82,5 kg                   | Charles Rigoulot |             |
| Lutte               | Gréco-romaine + 82,5 kg   | Henri Deglane |             |
| Tir                 | Carabine couché           | Pierre Coquelin de Lisle                                                                                             |             |
| Water polo          | Équipe de France (H)      | Noël Delberghe Albert Deborgies Robert Desmettre Paul Dujardin Albert Mayaud Henri Padou Georges Rigal               |             |

### Médailles d'argent
| Sport                   | Discipline                   | Sportifs | Performance |
| Médailles d'argent : 15 |                              | |             |
| Aviron                  | Deux de couple               | Marc Detton Jean-Pierre Stock |             |
| Aviron                  | Deux sans barreur            | Maurice Bouton Georges Piot |             |
| Aviron                  | Quatre avec barreur          | Eugène Constant Louis Gressier Georges Lecointe Raymond Talleux Marcel Lepan |             |
| Escrime                 | Fleuret                      | Philippe Cattiau |             |
| Escrime                 | Sabre                        | Roger Ducret |             |
| Escrime                 | Épée                         | Roger Ducret |             |
| Gymnastique             | Grimper à la corde           | Albert Séguin |             |
| Gymnastique             | Saut de cheval en travers    | Jean Gounot [ex aequo] |             |
| Gymnastique             | Saut de cheval en travers    | François Gangloff [ex aequo] |             |
| Gymnastique             | Concours général par équipes | Eugène Cordonnier Léon Delsarte André Higelin François Gangloff Jean Gounot Arthur Hermann Joseph Huber Albert Séguin |             |
| Rugby à XV              | Équipe de France             | René Araou Jean Bayard Louis Béguet André Béhotéguy Marcel Besson Alex Bioussa Étienne Bonnes François Borde Adolphe Bousquet Aimé Cassayet Étienne Cayrol François Clauzel Clément Dupont Albert Dupouy Jean Etcheberry Ernest Frayssinet Henri Galau Gilbert Gérintès Charles-Anthoine Gonnet Raoul Got Adolphe Jauréguy Félix Lasserre Louis Lepatey Marcel-Frédéric Lubin-Lebrère Camille Montade Etienne Piquiral Roger Piteu Eugène Ribère Jean Vaysse |             |
| Tennis                  | Simple dames                 | Julie Vlasto |             |
| Tennis                  | Simple messieurs             | Henri Cochet |             |
| Tennis                  | Double messieurs             | Jacques Brugnon Henri Cochet |             |
| Tir                     | Armes libres par équipes     | Paul Colas Albert Courquin Pierre Hardy Georges Roes Emile Rumeau |             |

### Médailles de bronze
| Sport                    | Discipline                             | Sportifs                                                                             | Performance  |
| Médailles de bronze : 10 |                                        |                                                                                      |              |
| Athlétisme               | 3 000 m steeple                        | Paul Bontemps                                                                        | 9 min 45 s 2 |
| Athlétisme               | Saut en hauteur (H)                    | Pierre Lewden                                                                        | 1,92 m       |
| Athlétisme               | 10 000 m cross country par équipes (H) | Gaston Heuet Henri Lauvaux Maurice Norland                                           | 20 points    |
| Boxe                     | 53,5 kg                                | Jean Ces                                                                             |              |
| Cyclisme sur piste       | Vitesse                                | Jean Cugnot                                                                          |              |
| Cyclisme                 | Route                                  | René Hamel                                                                           |              |
| Equitation               | Dressage                               | Xavier Lesage                                                                        |              |
| Gymnastique              | Barre fixe                             | André Higelin                                                                        |              |
| Tennis                   | Double messieurs                       | Jean Borotra René Lacoste                                                            |              |
| Voile                    | 8 m                                    | Louis Charles Breguet Pierre Gauthier Robert Girardet André Guerrier Georges Mollard |              |

## Engagés français par sport

### Athlétisme
| Épreuve                   | Engagés |
| ------------------------- | --- |
| 100 m                     | Maurice Degrelle : 1/2 finale André Mourlon : 1/4 de finale René Mourlon : 1/4 de finale Albert Heisé : 1/4 de finale                 |
| 200 m                     | André Mourlon :1/2 finale Joseph Jackson : 1/4 de finale Maurice Degrelle : 1/4 de finale Pierre Parrain : séries                     |
| 400 m                     | Barthélémy Favodon : 1/4 de finale Gaston Féry : 1/4 de finale Raymond Fritz : 1/4 de finale Raymond Jamois : séries                  |
| 800 m                     | Georges Baraton : 1/2 finale René Wiriath : 1/2 finale Louis Philipps : 1/2 finale Maurice Grosclaude : séries                        |
| 1 500 m                   | René Wiriath : 10e René Jubeau : séries Louis Philipps : séries Robert Chottin : séries                                               |
| 3 000 m par équipes       | Paul Bontemps, Armand Burtin, Léon Mascaux, Camille Barbaud, Jean Keller et Lucien Duquesne : 4e                                      |
| 5 000 m                   | Lucien Dolquès : 7e Léon Mascaux : 9e Maurice Norland : séries Lucien Duquesne : séries                                               |
| 10 000 m                  | Guillaume Tell : 7e Robert Marchal : 9e Henri Lauvaux : 11e Gaston Heuet : 12e                                                        |
| Marathon                  | Boughéra El Ouafi : 7e Jean-Baptiste Manhès : 12e Mohammed Ghermatti : 24e Gabriel Verger : abandon                                   |
| 10 km marche              | Henri Clermont : 10e François Decrombecque : séries                                                                                   |
| 110 m haies               | Gabriel Sempé : 1/2 finale Gilbert Allart : 1/2 finale Henry Bernard : séries                                                         |
| 400 m haies               | Géo André : 4e Roger Viel : 1/2 finale André Foussard : séries Pierre Arnaudin : séries                                               |
| 3 000 m steeple           | Paul Bontemps médaille de bronze · Albert Isola : 8e · Maurice De Coninck : séries · Georges Leclerc : séries                         |
| Cross-country individuel  | Henri Lauvaux : 5e Gaston Heuet : 10e Maurice Norland : 15e André Lauseig : abandon Lucien Dolquès : abandon Robert Marchal : abandon |
| Cross-country par équipes | Henri Lauvaux, Gaston Heuet, Maurice Norland, André Lauseig, Lucien Dolquès et Robert Marchal : médaille de bronze                    |
| 4 × 100 m                 | Maurice Degrelle, Albert Heisé, André Mourlon et René Mourlon : 5e                                                                    |
| 4 × 400 m                 | Raymond Fritz, Gaston Féry, Francis Galtier et Barthélémy Favodon : 5e                                                                |
| Saut en hauteur           | Pierre Lewden médaille de bronze · Pierre Guilloux : 7e · Édouard Barbazan : 10e · Édouard Dupiré : qualifications                    |
| Saut en longueur          | Louis Wilhelme : 5e Marcel Guillouet : 16e Louis-Henri Albinet : 20e Paul Couillaud : 24e                                             |
| Triple saut               | Louis Wilhelme : 17e André Clayeux : qualifications                                                                                   |
| Saut à la perche          | Paul Dufauret : 8e Maurice Vautier : 8e Marcel Muzard : 11e Robert Duthil : 11e                                                       |
| Lancer du poids           | Raoul Paoli : 9e Daniel Pierre : 16e Maxime Bousselaire : 22e                                                                         |
| Lancer du disque          | Paul Béranger : 14e Daniel Pierre : 19e                                                                                               |
| Lancer du marteau         | Robert Saint-Pé : 10e Pierre Zaïdin : 12e                                                                                             |
| Lancer du javelot         | Taka N'Gangué : 10e Taki N'Dio : 19e Samba Ciré : 20e Emmanuel Degland : 21e                                                          |
| Pentathlon                | Léon Courtejaire : abandon Roger Viel : abandon Ivan Duranthon : 4e                                                                   |
| Décathlon                 | Gabriel Sempé : abandon |

### Aviron
| Hommes |
| --- |
| · Skiff - Marc Detton Deux de couple - Marc Detton et Jean-Pierre Stock médaille d’argent Deux sans barreur - Maurice Monney-Bouton et Georges Piot médaille d’argent Deux barré - Eugène Constant, Raymond Talleux et Marcel Lepan, 4e - Édouard Marcelle, Armand Marcelle et Henri Préaux médaille d’argent Quatre sans barreur - Théo Cremnitz, Jean Camuset, Henri Bonzano et Albert Bonzano, 4e Quatre barré - Eugène Constant, Louis Gressier, Georges Lecointe, Raymond Talleux et Marcel Lepan médaille d’argent Huit barré - M. Baudechon, Louis Carlier, Michel Fourny, Henri Gatineau, André Lancelot, H. Ménard, A. E. Oriol, F. E. Oriol et J. Bétout |

### Boxe
| Hommes |
| --- |
| Mouches - 50,8 kg - Yvon Trèvédic, 9e - Georges Gourdy, 9e Coqs - 53,5 kg - Jean Ces médaille de bronze - Jacques Lemouton, 5e Plumes - 57 kg - Marcel Depont, 5e - Henri Stuckemann, 17e Légers - 61 kg - Jean Tholey, 4e - Raymond Savignac, 9e Mi-moyens - 66,5 kg - Georges Doussot, 17e - René Dubois, 17e Moyens - 72,5 kg - Daniel Daney, 5e - Roger Brousse, 5e Mi-lourds -79 kg - Georges Rossignon, 5e - Robert Foquet, 9e Super-lourds +79 kg - Charles Peguilhan, 9e - Georges Galinat (ru), 9e |

### Cyclisme
| Hommes |
| --- |
| Route Course en ligne hommes - Armand Blanchonnet médaille d’or - René Hamel médaille de bronze - Georges Wambst, 8e - André Leducq, 9e Routes par équipes - Armand Blanchonnet, René Hamel et Georges Wambst médaille d’or - André Leducq Piste Vitesse individuelle hommes - Lucien Michard médaille d’or - Jean Cugnot médaille de bronze 50 kilomètres hommes - Lucien Choury - Édouard Meunier Tandem hommes - Lucien Choury et Jean Cugnot médaille d’or Poursuite par équipes hommes - Lucien Choury, René Guillemin, René Hournon et Maurice Renaud 4e |

### Équitation
| Hommes |
| --- |
| Dressage individuel - Xavier Lesage médaille de bronze - Robert Wallon, 7e - Louis Saint-Fort Paillard, 10e - Antoine Bourcier, 15e Saut d'obstacles individuel - Pierre Clavé, 33e - Michel Bignon - Théophile Carbon, 35e - Henri de Royer Saut d'obstacles par équipes - Pierre Clavé, Michel Bignon, Théophile Carbon, Henri de Royer Concours complet individuel - Michel Artola, 30e - Louis Rigon - Camille de Sartiges - Jean Le Vavasseur Concours complet par équipes - Michel Artola, Camille de Sartiges, Louis Rigon et jean le Vavasseur |

### Escrime
| Hommes | Femmes                                                                          |
| --- | ------------------------------------------------------------------------------- |
| Fleuret hommes - Roger Ducret médaille d’or - Philippe Cattiau médaille d’argent - Jacques Coutrot, 4e Fleuret masculin par équipes - Lucien Gaudin, Philippe Cattiau, André Labatut, Roger Ducret, Henri Jobier, Jacques Coutrot, Guy de Luget et Joseph Peroteaux médaille d’or Épée hommes - Roger Ducret médaille d’argent - Émile Cornereau, 4e - Armand Massard, 5e - Géo Buchard, 7e Épée masculine par équipes - Lucien Gaudin, Géo Buchard, Roger Ducret, Georges Tainturier, André Labatut, Alexandre Lippmann et Lionel Liottel médaille d’or Sabre hommes - Roger Ducret médaille d’argent - Georges Conraux, 7e - Marc Perrodon Sabre masculin par équipes - Maurice Taillandier, Georges Conraux, Louis Lifschitz, Marc Perrodon, Henri de Saint Germain et Jean-François Jannekeyn | Fleuret féminin - Lucienne Prost - Fernande Tassy - Michele Bory - Yvonne Conte |

### Football
| Hommes |
| --- |
| L'équipe de France 5e - Antoine Parachini - Édouard Baumann - Édouard Crut - Ernest Gravier - Jean Batmale - Jean Boyer - Jules Devaquez - Raymond Dubly - Marcel Domergue - Paul Nicolas - Pierre Bonnardel - Pierre Chayriguès |

### Gymnastique
| Hommes |
| --- |
| Concours général individuel hommes - Jean Gounot, 8e - Léon Delsarte, 9e - Albert Séguin, 15e - Eugène Cordonnier, 21e - François Gangloff, 23e - Arthur Hermann, 27e - André Higelin, 34e - joseph Huber, 39e Concours général par équipes hommes - Jean Gounot, Léon Delsarte, Albert Séguin, Eugène Cordonnier, François Gangloff, Arthur Hermann, André Higelin et Joseph Huber médaille d’argent Saut hommes - Albert Séguin, 13e - Jean Gounot, 18e - Léon Delsarte, 20e - François Gangloff, 33e - André Higelin, 40e - Eugène Cordonnier, 51e - Joseph Huber, 54e - Arthur Hermann, 67e Barres parallèles hommes - Léon Delsarte, 17e - Eugène Cordonnier, 19e - Jean Gounot, 25e - Albert Séguin, 26e - François Gangloff, 27e - Arthur Hermann, 28e - Joseph Huber, 29e - André Higelin, 33e Barre fixe hommes - André Higelin médaille de bronze - Jean Gounot, 6e - François Gangloff, 7e - Léon Delsarte, 10e - Arthur Hermann, 17e - Eugène Cordonnier, 33e - Albert Séguin, 36e - Joseph Huber, 53e Anneaux hommes - Eugène Cordonnier, 10e - Albert Séguin, 12e - François Gangloff, 13e - Léon Delsarte, 14e - Jean Gounot, 19e - Arthur Hermann, 20e - Joseph Huber, 24e - André Higelin, 31e Cheval d'arçons hommes - Arthur Hermann, 9e - Eugène Cordonnier, 11e - Jean Gounot, 27e - François Gangloff, 32e - Léon Delsarte, 33e - Albert Séguin, 34e - Joseph Huber, 35e - André Higelin, 49e Montée à la corde - Albert Séguin médaille d’argent - Arthur Hermann, 6e - Jean Gounot, 6e - Léon Delsarte, 13e - Eugène Cordonnier, 24e - André Higelin, 35e - François Gangloff, 39e - Joseph Huber, 41e Saut de cheval de travers - Albert Séguin médaille d’or - Jean Gounot médaille d’argent - François Gangloff médaille d’argent - Eugène Cordonnier, 8e - André Higelin, 14e - Joseph Huber, 18e - Léon Delsarte, 21e - Arthur Hermann, 37e |

### Haltérophilie
| Hommes |
| --- |
| Plumes –60 kg - Maurice Martin, 4e - Raymond Suvigny, 9e - René Catalas, 11e Légers 60–67,5 kg - Edmond Décottignies médaille d’or - André Delloue, 11e Moyens 67.5–75 kg - Roger François, 6e - Pierre Vibert, 8e - Léon Vandeputte, 21e Mi-lourds 75–82,5 kg - Charles Rigoulot médaille d’or - Alfred Louncke, 10e - André Rolet, 14e Lourds +82,5 kg - Louis Dannoux, 4e - Claudius Dutriève, 8e - René Dupont, 15e |

### Lutte
| Hommes |
| --- |
| Lutte gréco-romaine poids coq, -58 kg - T. Kueny, 9e - G. Appruzèze, 17e Lutte gréco-romaine poids plume, 58 - 62 kg - Maurice Capron, 6e - René Rottenfluc, 18e Lutte gréco-romaine poids légers, 62 - 67,5 kg - Paul Parisel, 13e - Georges Metayer, 20e Lutte gréco-romaine poids moyens, 67,5 - 75 kg - J. Domas, 9e - Émile Clody, 15e Lutte gréco-romaine poids mi-lourds, 75 - 82,5 kg - Paul Bonnefont, 12e - Justinien Baumert, 12e Lutte gréco-romaine poids lourds, +82,5 kg - Henri Deglane médaille d’or - Edmond Dame, 5e Lutte libre poids coq, -56 kg - Jules Bouquet, 5e - Gaston Ducayla, 9e Lutte libre poids plume, 56 - 61 kg - Calixte Delmas, 6e - Maurice Guinard, 8e Lutte libre poids légers, 61 - 66 kg - Étienne Jourdain, 5e - Émile Pouvroux, 5e Lutte libre poids mi-moyens, 66 - 72 kg - G. Fichu, 10e - Marcel Dupraz, 12e Lutte libre poids moyens, 72 - 79 kg - R. Durr, 11e Lutte libre poids mi-lourds, 79 - 87 kg - J. Baillot, 11e - Marcel Kappeler, 11e Lutte libre poids lourds, +87 kg - Edmond Dame, 4e |

### Natation
| Hommes | Femmes |
| --- | --- |
| 100 mètres nage libre hommes - Édouard Vanzeveren - Henri Padou - Émile Zeibig 400 mètres nage libre hommes - Salvator Pellegry - Édouard Vanzeveren 1 500 mètres nage libre hommes - Salvator Pellegry - Jean Rebeyrol - Gustave Klein 4 × 200 mètres nage libre hommes - Guy Middleton, Henri Padou, Édouard Vanzeveren et Émile Zeibig 100 mètres dos hommes - Émile Zeibig - Maurice Ducos - Georges Paulus 200 mètres brasse hommes - Henri Bouvier - Marius Zwiller - Georges Vallerey Plongeon Tremplin à 3 mètres hommes - Rémi Weil - Paul Raeth - Antoine Jacob Plongeon de haut vol hommes - Eugène Lenormand, 5e - Aimé Cochinal - Étienne Vincent Plongeon haut simple hommes - Raymond Vincent, 5e - Émile Dauvet - Georges Garreau | 100 mètres nage libre dames - Mariette Protin - Ernestine Lebrun 400 mètres nage libre dames - Mariette Protin - Gilberte Mortier - Ernestine Lebrun 4 × 100 mètres nage libre dames - Ernestine Lebrun, Gilberte Mortier, Bienna Pellegry et Mariette Protin, 5e 100 mètres dos dames - Alice Stoffel - Lucienne Rouet 200 mètres brasse dames - Odette Monard - Alice Stoffel - Sophie Kieffert-Porte Plongeon Tremplin haut simple - Louise Lenormand - Suzanne Raeth - Eugénie Briollet |

### Pentathlon moderne
| Hommes |
| --- |
| - Ivan Duranthon, 4e - Charles-Jean LeVavasseur, 12e - Raoul Lignon, 20e - Louis Guillaume de Tournemire, 23e |

### Polo
| Hommes |
| --- |
| L'équipe de France 5e - Pierre de Jumilhac - Jean Pastré - Jules Macaire - Hubert de Monbrison - Charles de Polignac - Jean de Polignac - Baron Robert de Rothschild - Raymond Bamberger |
| |

### Rugby à XV
| Hommes |
| --- |
| L'équipe de France médaille d’argent - René Araou - Jean Bayard - Louis Béguet - André Béhotéguy - Alex Bioussa - Étienne Bonnes - Adolphe Bousquet - Aimé Cassayet-Armagnac - Clément Dupont - Albert Dupouy - Jean Etcheberry - Henri Galau - Gilbert Gérintès - Raoul Got - Adolphe Jauréguy - Marcel-Frédéric Lubin-Lebrère - Étienne Piquiral - Jean Vaysse - René Lasserre |

### Tir
| Hommes |
| --- |
| Pistolet feu rapide à 25 m - Arnaud de Castelbajac, 6e - André, Baron de Schonen, 9e - Charles Riotteau, 21e - Georges, Marquis de Crequi-Montfort de Courtivron 26e Carabine à 600 m - Albert Courquin, 6e - Émile Rumeau, 10e - Georges Roes Arme libre par équipes - Émile Rumeau, Albert Courquin, Pierre Hardy, Georges Roes et Paul Colas médaille d’argent Carabine à 50 m position couchée - Pierre Coquelin de Lisle médaille d’or - Émile Rumeau, 20e - Georges Bordier, 31e Tir au cerf courant coup simple à 100 m - Jules Mahieu, 17e - Michel Adelon, 23e - Eugène Duflot, 24e - André Chauvet, 26e Tir au cerf courant coup double à 100 m - Michel Adelon, 21e - André Chauvet, 22e - Jules Mahieu, 25e - Eugène Duflot, 28e Fosse olympique - Léon Deloy, 9e - Jacques d'Imecourt Tir aux pigeons par équipes - Léon Deloy, Jean, Count de Beaumont, Marcel de Lambertey, Louis de Bourbon-Busset, Georges de Bordus et René Texier, 11e |

### Tennis
| Hommes | Mixte                                                           | Femmes |
| --- | --------------------------------------------------------------- | --- |
| Simple messieurs - Henri Cochet médaille d’argent - Jean Borotra, 4e - René Lacoste, 5e - Maurice Cousin, 17e Double messieurs - Jacques Brugnon et Henri Cochet médaille d’argent - Jean Borotra et René Lacoste médaille de bronze | Double mixte - Marguerite Broquedis-Billout et Jean Borotra 15e | Simple dames - Julie Vlasto médaille d’argent - Germaine Golding, 4e - Jeanne Vaussard, 17e Double dames - Marguerite Broquedis-Billout et Yvonne Bourgeois, 4e - Germaine Golding et Jeanne Vaussard, 5e |

### Voile
| Hommes |
| --- |
| Monotype national - André Michelet 6 m JI (mixte) - Édouard Moussié, Georges Herpin et Henri Louit 5e 8 m JI (mixte) - Louis Charles Breguet, Pierre Gauthier, Robert Girardet, André Guerrier et Georges Mollard médaille de bronze |

### Water Polo
| Hommes |
| --- |
| L'équipe de France médaille d’or - Paul Dujardin - Noël Delberghe - Georges Rigal - Henri Padou - Robert Desmettre - Albert Mayaud - Albert Deborgies |